# Rogomulyo (Kayen)
Rogomulyo is een bestuurslaag in het regentschap Pati van de provincie Midden-Java, Indonesië. Rogomulyo telt 3381 inwoners (volkstelling 2010).